# Nairobi Citystadion
Het Nairobi City Stadion is een multifunctioneel stadion in Nairobi, Kenia. Het stadion wordt vooral gebruikt voor voetbal, de voetbalclubs Gor Mahia, F.C. Kariobangi Sharks en Mahakama F.C. maken gebruik van dit stadion. In het stadion kunnen 15.000 toeschouwers.
Oorspronkelijk werd dit stadion African Stadium genoemd, daarna veranderd in Donholm Road Stadium en ten slotte in 1963 Jogoo Road Stadium. Dit stadion was het belangrijkste stadion van Kenia totdat in de jaren 80 twee nieuwe, grotere, stadions gebouwd werden, Nationaal Stadion Nyayo en Moi International Sports Centre. In 2007 werd, met geld van de FIFA, in dit stadion een kunstgras aangelegd. Het zou het eerste stadion zijn in Kenia met kunstgras.